# Cody Cameron
Cody Cameron (Califórnia, 12 de outubro de 1970) é um dublador, diretor, produtor, roteirista, stoyboard e ator estadunidense. Conhecido por dar voz ao Pinóquio e o aos Três Porquinhos na franquia Shrek, além do cachorro "Sr. Salsicha" da franquia Open Season.
Cameron já trabalhou na DreamWorks Animation e na Sony Pictures Animation. Além de dublador, ele também já escreveu alguns diálogos e produziu a animação de alguns filmes.
Em dezembro de 2011, foi escolhido para ser co-diretor junto com Kris Pearn, no filme Cloudy with a Chance of Meatballs 2.